# دانشگاه کلگری

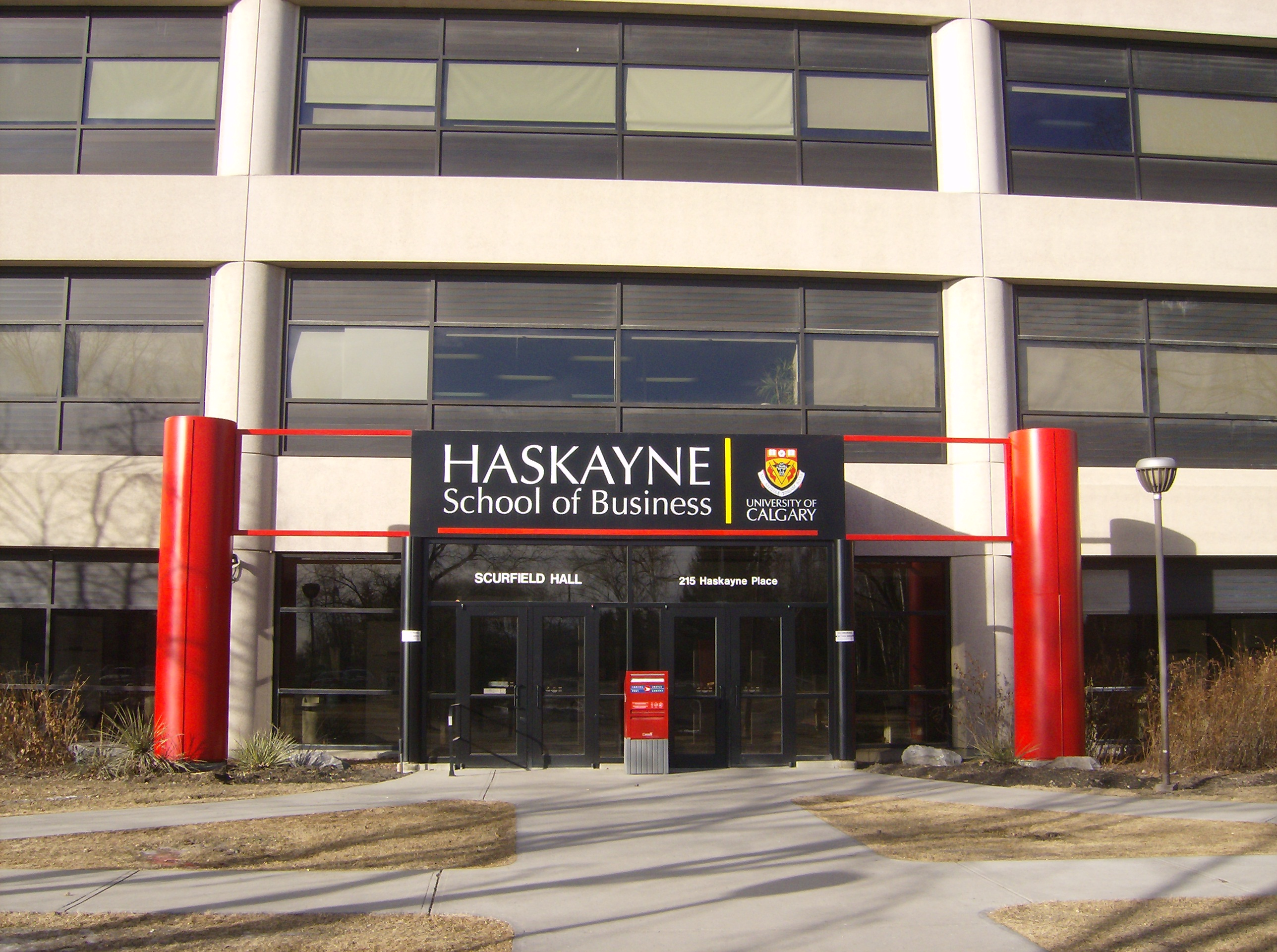
ورودی دانشکده کسب‌وکار دانشگاه کلگری

دانشگاه کلگری (به انگلیسی: University of Calgary) یک دانشگاه تحقیقاتی دولتی در شهر کلگری واقع در استان آلبرتا کانادا است که در سال ۱۹۶۶ میلادی تأسیس شده‌است. 
برخی از رشته‌هایی که در این دانشگاه تدریس می‌شود عبارتند از: علوم ارتباطات، مهندسی، علوم انسانی، حقوق، بازرگانی، پزشکی، پرستاری، علوم پایه و علوم اجتماعی.

## دانش‌آموختگان مشهور
- استیون هارپر، نخست‌وزیر کانادا
- رابرت تریسک، فضانورد کانادایی
- جیمز گاسلین، دانشمند علوم کامپیوتر و مهندس کامپیوتر کانادایی
- کریستینا گرووز، ورزشکار کانادایی
- علیرضا علیزاده عطار، از اعضای هیات علمی دانشگاه صنعت نفت
- خلیل شهبازی، از اعضای هیات علمی دانشگاه صنعت نفت